# San Esteban de la Sierra
San Esteban de la Sierra ist ein Ort und eine westspanische Gemeinde (municipio) mit 372 Einwohnern (Stand: 2024) in der Provinz Salamanca in der Autonomen Gemeinschaft Kastilien-León.

## Lage
Das Bergdorf San Esteban liegt in der Sierra de Francia auf dem Südufer des Río Alagón in einer Höhe von ca. 630 bis 660 m ü. d. M. Bis nach Salamanca sind es ca. 64 km (Fahrtstrecke) in nordöstlicher Richtung; die sehenswerte Stadt Ciudad Rodrigo befindet sich etwa 72 km nordwestlich. Die ca. 16 bzw. 23 km südwestlich befindlichen Orte Miranda del Castañar und Sotoserrano sind ebenfalls sehenswert. Aufgrund der Höhenlage ist das Klima gemäßigt; Regen (ca. 465 mm/Jahr) fällt hauptsächlich im Winterhalbjahr.

## Bevölkerungsentwicklung
| Jahr      | 1960 | 1970 | 1981 | 1991 | 2000 | 2014 |
| Einwohner | 1066 | 765  | 526  | 436  | 425  | 343  |

Der Ort hatte im 19. Jahrhundert meist deutlich über 1.000 Einwohner; infolge der Mechanisierung der Landwirtschaft ist im 20. Jahrhundert ein konstanter Bevölkerungsrückgang zu verzeichnen gewesen, der immer noch anhält.

## Wirtschaft
Die Bevölkerung lebte jahrhundertelang als Selbstversorger von der Landwirtschaft (v. a. der Viehzucht); auch das Handwerk (Stellmacher, Schmied etc.) und der Kleinhandel haben eine gewisse Rolle gespielt. In der Umgebung des Ortes wurde und wird immer noch Weinbau betrieben. Seit den 1960er Jahren werden leerstehende Häuser als Feriendomizile (casas rurales) vermietet.

## Geschichte
Die Entstehung des Bergdorfs ist wahrscheinlich im Zusammenhang zu sehen mit der Rückeroberung (reconquista) und anschließenden Wiederbesiedlung (repoblación) der während der muslimischen Dominanz entvölkerten Gegenden im Norden der Iberischen Halbinsel. Die ersten urkundlichen Erwähnungen des Ortsnamens Santisteban stammen aus dem 15. Jahrhundert.

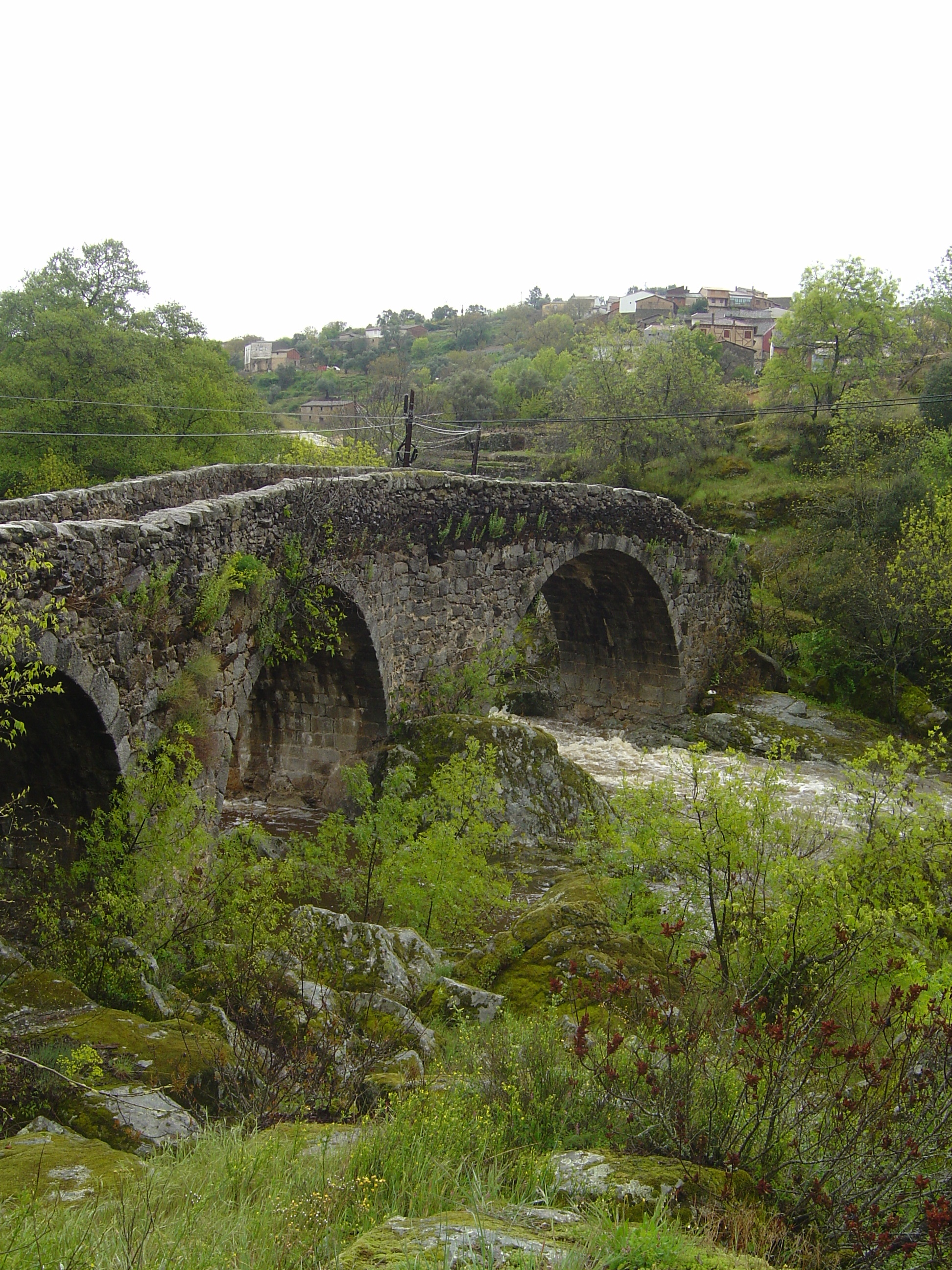
Brücke über den Río Alagón

## Sehenswürdigkeiten
- Die einschiffige Pfarrkirche ist ein Bau des 15./16. Jahrhunderts. Bemerkenswert ist eine – nachträglich angebaute – säulengestützte Vorhalle (portico) vor dem Südportal.

Umgebung
- Etwa eineinhalb Kilometer südöstlich des Ortes überquert eine Brücke den Río Alagón; sie wird oft als „Römerbrücke“ (puente romano) bezeichnet, doch eine mittelalterliche Bauzeit ist wahrscheinlicher.
- In der Region wurde bereits in früheren Zeiten Wein angebaut. Auf Wanderungen findet man die Überreste ehemaliger Weinpressen (lagares), die in die allenthalben den Boden bedeckenden Granitfelsen hineingehauen sind. Nahezu immer sind zwei Becken hintereinander angeordnet, wobei sich im höhergelegenen Schwebstoffe sammelten und das tiefergelegene den Rebensaft auffing.